# Sparganothis minimetallica
Sparganothis minimetallica es una especie de polilla del género Sparganothis, categorizada en la tribu Sparganothini, de la subfamilia Tortricinae.
Fue descrita por Powell & Brown en 2012 y publicada en The Moths of North America 8.1: 63.

## Distribución
Se distribuye por América del Norte: Estados Unidos, en el estado de Florida, en Monroe Co., Big Pine Key, Key Deer Reserve.